# Коронавірусна хвороба 2019 на острові Норфолк
Епідемія коронавірусної хвороби 2019 на острові Норфолк — це поширення пандемії коронавірусної хвороби 2019 на територію острова Норфолк. Перший випадок хвороби на цій зовнішній території Австралії зареєстровано 30 грудня 2021 року.
Острів Норфолк, розташований у Тихому океані, є самоврядною територією Австралії, з метою запобігання поширення хвороби з 16 березня 2020 року запровадив суворий локдаун, який пом'якшено з 1 травня та скасовано з 30 червня 2020 року. Очікується, що кордони острова не відкриються паралельно з відкриттям Квінсленду до 10 липня 2020 року.

## Передумови
Острів Норфолк має площу 35 квадратних кілометрів, та розташований у Тихому океані на південь від Нової Каледонії, на північ від Нової Зеландії та 1400 кілометрів на схід від материкової частини Австралії.
Острів мав власний парламент до 2016 року під назвою Законодавчі збори Норфолка. Самоврядування було скасоване Австралією 30 червня 2016 року, й острів підпорядкований законодавству штату Новий Південний Уельс, проти чого виступає більшість населення острова. З тих пір острів управляється регіональною радою острова Норфолк з адміністратором на чолі. За словами адміністратора Еріка Хатчінсона, на острові, де проживає близько 1750 жителів, є невелика клініка, але вона не має можливості для лікування у випадку епідемії.

## Заходи боротьби з поширенням хвороби
Після приземлення літака з австралійського міста Брисбен для 22 пасажирів був запроваджений добровільний 14-денний карантин для запобігання поширення COVID-19, а 17 березня 2020 року на острові було запроваджено надзвичайний стан із забороною в'їзду на острів. Набагато суворіші порівняно з Австралією правила були запроваджені адміністратором острова у зв'язку із середнім віком острів'ян, який є вищим, ніж у середньому по Австралії.
З 17 березня всі особи, які прибули на острів, мали перебувати на карантині протягом 14 днів. До 30 березня 2020 року було дозволено лише обмежену кількість авіарейсів «Air Chathams» та «Air New Zealand» для репатріації мешканців острова. Виняток зроблено для медперсоналу та працівників життєво необхідних галузей, в окремих випадках дозволялися екстрені медичні авіарейси до Австралії. Оскільки спочатку жителі острова не дотримувалися встановлених під час локдауну положень щодо соціальної дистанції та заборони проводити громадські заходи, то за порушення карантинних вимог міг накладатися штраф до 1000 австралійських доларів або ув'язнення. В умовах надзвичайного стану лише одна особа на кожну сім'ю мала право на щоденні покупки їжі чи ліків. Залишились відкритими лише магазини, в яких продаються лише життєво необхідні товари. Заборонено в'їзд на Норфолк туристам, круїзним та вантажним суднам заборонено пришвартовуватися в портах острова, а стан здоров'я всіх пасажирів літаків перевірявся співробітниками прикордонної безпеки, після чого їх відправляли на карантин.
21 квітня 2020 року карантин на острові продовжили до 30 червня на невизначений термін.
З 1 травня 2020 року набуло чинності послаблення карантину. Дозволено вхід у заклади торгівлі за наявності площі в 4 м² на одну особу в приміщенні. Ця вимога також поширювалась на ресторани, бари та клуби, й згідно з карантинними правилами власник закладу несе відповідальність за підтримання соціальної дистанції. Дозволено проведення громадських заходів на відкритому повітрі за участю до 50 осіб за умови дотримання відстані між людьми в 1,5 метра. Для перевірки дотримання соціальної дистанції адміністрація острова запровадила посаду так званих «послів соціальної дистанції». Ці посли завжди ходили парами, одягнені в сорочку з короткими рукавами, прикрашену місцевим узором Аатуті. На шиї вони носили вінок з квітів. Завданням послів полягало в спокійному інформуванні населення острова та персоналу відкритих магазинів про правила соціальної дистанції та стежити за ними. 5 травня набуло чинності подальше послаблення карантину, після чого населенню острова дозволено без обмежень заходити в ресторани, кафе та клуби. Це було виправдано тим, що від початку карантину не зареєстровано жодного випадку коронавірусної хвороби.
Після спалахів у східних штатах і територіях Австралії в середині 2021 року острів Норфолк запровадив додаткові обмеження. Для підприємств і жителів острова Норфолк були доступні пакети підтримки щодо COVID-19.
30 грудня 2021 року повідомлено, що на острові зареєстровано перший випадок COVID-19.
У січні 2022 року хвороба продовжувала поширюватися по острову. Станом на 26 січня 2022 року було підтверджено 75 випадків хвороби, лише один хворий одужав. Було підтверджено, що всі випадки спричинені варіантом Омікрон.
Вакцинацію проти COVID-19 на острові розпочали у серпні 2021 року. Станом на 8 січня 2022 року першу дозу отримали 2002 мешканці, другу – 1720, ревакцинація проведена 411 мешканцям.

## Економічні наслідки
Оскільки економіка острова Норфолк залежить від туризму, а населення острова проголосувало проти повного злиття з Австралією за 5 років до пандемії, місцеві жителі не бояться відсутності економічної підтримки з боку Австралії та занепаду економіки острова. Адміністрація острова Норфолк намагалася узгодити з австралійським урядом фінансовий пакет заходів для підтримки мешканців острова, оскільки між Австралією та островом Норфолк є лише меморандум про взаєморозуміння щодо фінансування медичної допомоги та освіти. 1 травня 2020 року міністерство інфраструктури, транспорту, регіонального розвитку та комунікацій Австралії повідомило, що компанії та приватні особи, які ведуть бізнес та відчувають економічні труднощі у зв'язку з пандемією COVID-19 на острові Норфолк, можуть звернутися за допомогою. Працівники, які стали безробітними, також отримають допомогу.